# Blanton Museum of Art

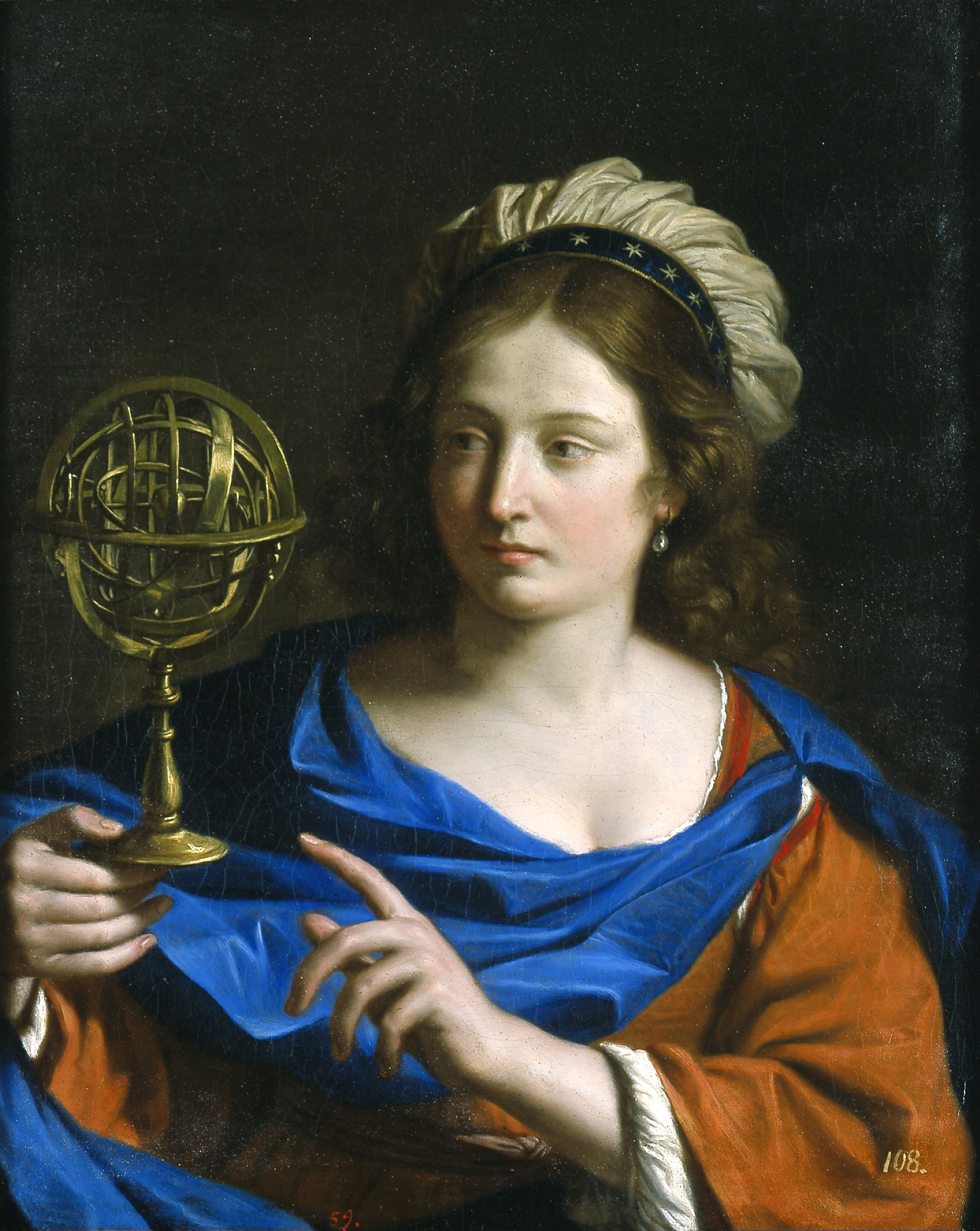
Personificazione dell'Astrologia di Guercino conservata al Blanton Museum

Il Blanton Museum of Art è il museo dell'Università del Texas di Austin. Si tratta di uno dei più grandi musei universitari americani.

## Storia
Fondato nel 1963 con sede nell'Art Building di Austin, fu trasferito nel 1972 presso l'Harry Ransom Center. Dal 1980 al 1997 ebbe il nome di Archer M. Huntington Art Gallery, finché assunse l'attuale denominazione in onore del petroliere e filantropo Jack Sawtelle Blanton che donò all'istituzione, tramite la sua società Houston Endowment Inc., 12 milioni di dollari.

## Opere
Il museo ospita oltre 17.000 opere d'arte.
Rinomato per l'importante collezione d'arte moderna e contemporanea americana, il Museo conserva un'enciclopedica collezione di stampe e disegni, nonché importanti opere Europee (soprattutto del Rinascimento italiano e del Barocco, in gran parte provenienti dalla donazione Suida-Manning, effettuata nel 1999 dalla figlia dello storico dell'arte William Suida).
Tra gli artisti italiani rappresentati, si ricordano il Guercino, Sebastiano del Piombo, Filippo Mazzola, Parmigianino, Paolo Veronese, Tintoretto, Tiepolo.

### Opere maggiori di artisti italiani
Niccolò di Pietro Gerini
- San Bernardo, XIV secolo

Filippo Mazzola
- Santa Chiara, XV secolo

Bernardino Butinone
- Cena di Betania, XV secolo

Sebastiano del Piombo
- Ritratto d'uomo, 1516

Parmigianino
- Sepoltura di Cristo, 1525-1527

Luca Cambiaso
- Il suicidio di Lucrezia, 1565
- Madonna col Bambino, Santa Caterina e un angelo, 1570
- Sacra famiglia con Sant'Anna, 1570

Jacopo Bassano
- San Giovanni Battista, XVI secolo
- Il sacrificio d'Isacco, 1574-1575

Paolo Veronese
- Testa di San Michele, 1563
- Tre cherubini, 1570
- Annunciazione, 1585

Tintoretto
- Ritratto di gentiluomo, 1585-1590

Palma il Giovane
- San Girolamo, XVI secolo

Guercino
- Paesaggio con Tobia e l'angelo, 1616-1617
- Maddalena, 1624-1625
- Personificazione dell'Astrologia, 1650-1655

Daniele Crespi
- Conversione di San Paolo, 1621

Pacecco De Rosa
- Sant' Agata, 1640

Mattia Preti
- Sacra Famiglia, 1653
- Il martirio di Santa Caterina d'Alessandria, 1657-1659

Carlo Dolci
- Gesù Bambino con una corona di fiori, 1663

Baciccio
- Rinaldo e Armida, 1680-1685
- Cleopatra, 1680

Luca Giordano
- Presentazione di Gesù al tempio, 1680

Sebastiano Ricci
- Flora, 1712-1716

Tiepolo
- Madonna col Bambino, 1726-1728

Giovanni Battista Piazzetta
- Eremita che legge, XVIII secolo
- Ragazza con cestino di mele, 1740